# 愛西市立立田南部小学校
愛西市立立田南部小学校（あいさいしりつ たつたなんぶしょうがっこう）は、愛知県愛西市山路町にある公立小学校。1907年（明治40年）に立田村南部尋常小学校として設立され、1986年（昭和61年）に立田村立立田南部小学校と改称し、2005年（平成17年）4月1日の市町村合併に伴って愛西市立へと移行した。略称は「立南小」（たつなんしょう）あるいは「南部小」（なんぶしょう）。

## 沿革

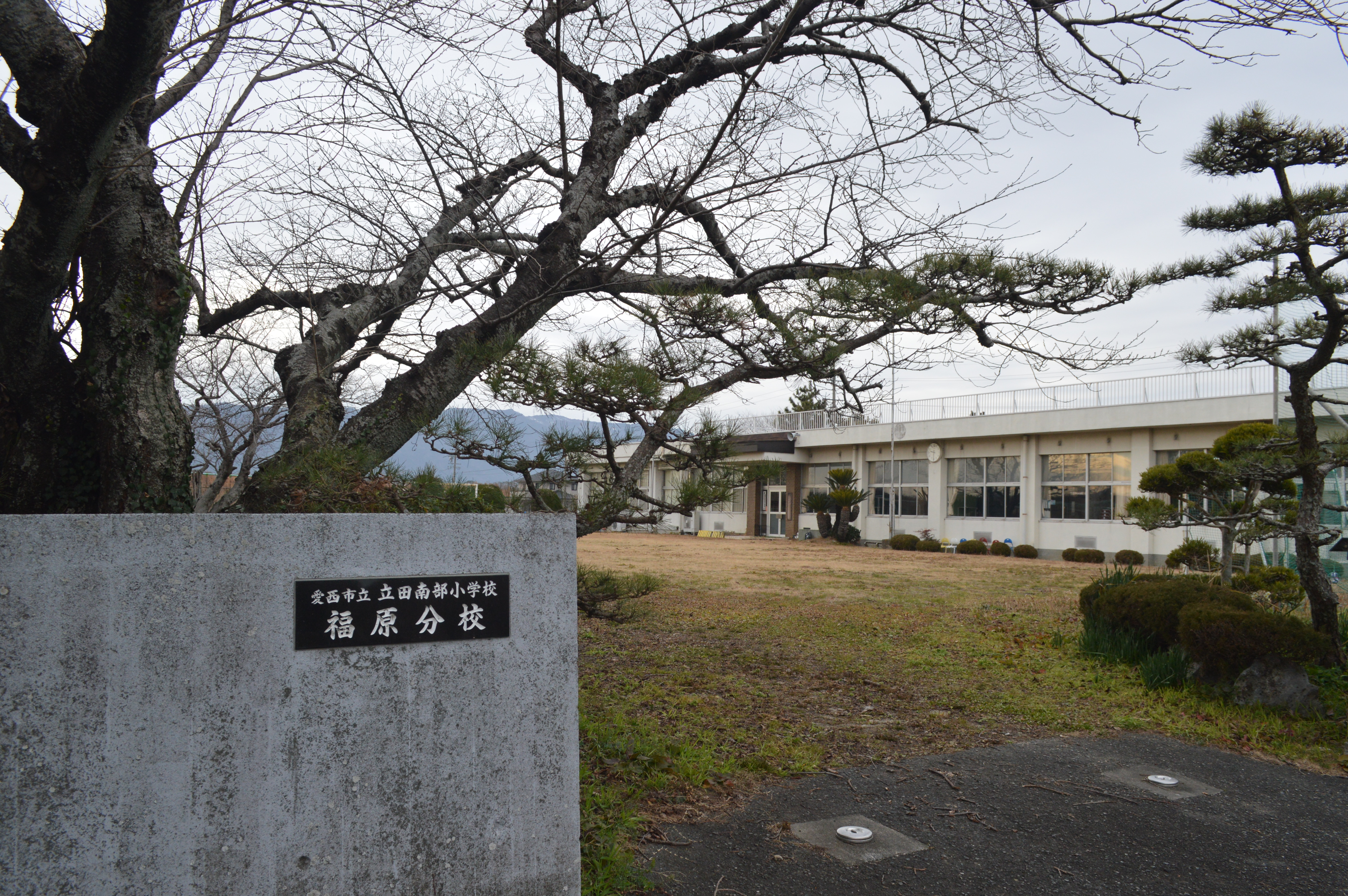
福原分校

### 本校
- 1907年（明治40年） - 市町村合併により既存の尋常小学校が廃止され、立田村北部尋常小学校と立田村南部尋常小学校が設立される。
- 1941年（昭和16年）4月1日 - 立田村南部国民学校に改称。[1]
- 1986年（昭和61年） - 立田村立立田南部小学校に改称。
- 2005年（平成17年）4月1日 - 市町村合併に伴い愛西市立立田南部小学校に改称。

### 福原分校
- 1873年（明治6年）9月 - 修斉学校が設置される。[2]
- 1876年（明治9年）12月 - 伊勢暴動で校舎が焼失。[2]
- 1877年（明治10年） - 加藤太兵衛の寄付で校舎を再建し、加立学校に改称。[2]
- 1892年（明治25年）4月 - 加立尋常小学校に改称。[2]
- 1891年（明治24年）10月28日 - 濃尾地震で校舎が倒壊。[2]
- 1894年（明治27年） - 校舎を再建。[2]
- 1905年（明治38年）4月1日 - 加立尋常小学校が廃止され、立和尋常小学校の福原分場となる。[2]
- 1907年（明治40年）3月1日 - 立和尋常小学校が廃止され、立田村南部尋常小学校の福原分場（第二分場）となる。[2]
- 1944年（昭和19年）12月7日 - 昭和東南海地震で校舎が被災。[2]
- 1957年（昭和32年）7月28日 - 福原分校職員住宅が竣工。[2]
- 1960年（昭和35年）8月15日- 福原輪中堤が決壊して床上浸水。[2]
- 1961年（昭和36年）6月27日 - 福原輪中堤が決壊し、洪水のために休校。[2]
- 1964年（昭和39年）4月4日 - ミルク給食の開始。[2]
- 1965年（昭和40年）12月25日 - 鉄筋コンクリート造の校舎が竣工。[2]
- 1966年（昭和41年） - 完全給食の開始。[2]
- 1968年（昭和43年）1月16日 - 教員住宅が竣工。[2]
- 1978年（昭和53年）4月 - 渡船による通学風景がNHKで放送される。[2]
- 1986年（昭和61年）3月25日 - 1教室を増築し、運動場を拡張。[2]
- 2005年（平成17年）4月1日 - 市町村合併に伴い愛西市立立田南部小学校福原分校に改称。
- 2018年（平成30年）3月31日 - 休校[3][4][5]。
- 2019年（平成31年）3月31日 - 廃校[3][4][5]。

## 児童数の変遷
『愛知県小中学校誌』（2018年）によると、児童数の変遷は以下の通りである。
| 1947年（昭和22年） | 519人 |  |
| 1957年（昭和32年） | 513人 |  |
| 1967年（昭和42年） | 321人 |  |
| 1977年（昭和52年） | 314人 |  |
| 1987年（昭和62年） | 354人 |  |
| 1997年（平成9年）  | 319人 |  |
| 2007年（平成19年） | 271人 |  |
| 2017年（平成29年） | 186人 |  |

## 通学区域
学区は旧立田村のうち三和町・小茂井町・雀ヶ森町以南の地域で、卒業生は愛西市立立田中学校に進学する。
木曽川に隔てられているため南部小学校本校への通学が困難な立田町福原地区の生徒は、福原分校に通っていた。児童数の減少によって福原分校は2018年（平成30年）3月をもって休校となり、2019年（平成31年）3月をもって廃校となる。なお、1985年（昭和60年）の立田大橋開通以前、福原地区からの交通手段は立田渡船のみであった。